# Sidi Ameur Al Hadi
Sidi Ameur Al Hadi (àrab: سيدي اعمر الحاضي, Sīdī Aʿmar al-Ḥāḍī) és una comuna rural de la província de Sidi Kacem de la regió de Rabat-Salé-Kenitra. Segons el cens de 2014 tenia una població total de 11.814 persones.